# Petra Štarková
Petra Štarková (* 24. prosince 1975 Jevíčko) je česká psycholožka, publicistka a spisovatelka – autorka odborných a populárně naučných článků, fejetonů, povídek – především z oblasti fantastiky a dětských knih. Nyní provozuje soukromou praxi, žije v Brně.
Je externí autorkou časopisů Psychologie Dnes, Sociální služby, XB-1 (bývalá Ikarie), E15 a dalších. Je také soudní znalkyní v oborech psychologie, lidé s handicapem a sociální služby. Její knihy vydávají nakladatelství Triton, Portál, Pasparta a Albatros. Spolu s Ivonou Březinovou tvoří ediční řadu Má to háček, jejíž knihy vychází v nakladatelství Albatros. Hrdiny této edice jsou vždy děti s nějakým problémem, handicapem nebo psychickou poruchou a knížky jsou určeny dětem již od 7-9 let právě proto, aby se o těchto věcech mohly samy dočíst a porozumět jim.

## Knihy
- Pirát jménem Šampaňský (Triton 2015), pohádkový příběh pro děti od 4 let
- Jak to chodí v lidské hlavě (Portál 2016), encyklopedie psychologie pro děti od 10 let
- Lukáš a profesor Neptun (Albatros 2017), příběh pro děti od 7 let z ediční řady Má to háček - téma autismus
- Můj brácha Tornádo (Albatros 2018), příběh pro děti od 8 let z ediční řady Má to háček - téma ADHD
- Bibu (Babelcube inc. 2019), e-book pro nejmenší, vydaný ve španělštině, italštině, francouzštině a angličtině
- Bibu (Palmknihy - samonáklad 2019), česká verze e-booku
- Pravidla skutečných ninjů (Albatros 2019), příběh pro děti od 8 let z ediční řady Má to háček - téma problematické chování
- Jak se dostat z maléru (Portál 2020), občanskoprávní encyklopedie pro děti od 10 lel
- Největší nemehlo pod sluncem (Albatros 2022), příběh pro děti od 8 let z ediční řady Má to háček - tématem je nešikovnost, dyspraxie
- Jak si Robůtek našel kamarády (Portál 2024)
- Dej mi pokoj (Motto 2024)
- Tom dává gól (Portál 2025)

## Samostatné povídky
- Odkaz zpovědníka z Loudunu ve sborníku Drakobijci (Straky na Vrbě 2005)
- Pod nebem Justicie (Mlok 2008)
- Cizinec z planety Země ve sborníku O čem ženy píší (IFP Publishing 2008)
- Virtuální smrt nebolí ve sborníku Technokouzla aneb příběhy z jiných světů (Key Publishing 2008)
- Vlastenci, kteří nezapadnou ve sborníku Pěna dějin (Tribut EU 2009)
- Morituri te maturitas ve sborníku Jinosvěty (ČS Fandom 2011)
- Dračí dieta aneb Kterak to v pohádkách neměli lehké ve sborníku Rozmarná fantastika (Hydra 2015), tištěná i e-book
- Havranní rapsodie ve sborníku Žena s labutí (Fortna 2018), tištěná i e-book

## Sbírky povídek (e-booky)
- SEIF (Petra Štarková, Palmknihy 2021) - sci-fi povídky
- Odkaz zpovědníka z Loudunu (Petra Štarková, Palmknihy 2021) - klasická, humorná a historická fantasy
- Morituri te maturitas (Petra Štarková, Palmknihy 2022) - sci-fi, fantasy, humor, fikce
- Návrat vlkodlaků (Petra Štarková, Palmknihy 2023) - humor, urban fantasy